# Хаттон, Бен
Бен Хаттон (англ. Ben Hutton; род. 20 апреля 1993, Прескотт) ― канадский хоккеист, защитник клуба «Вегас Голден Найтс» и сборной Канады по хоккею. Чемпион мира 2016 года.

## Карьера

### Клубная
На студенческом уровне играл за команду «Мэн Блэк Бирс», представляющую Университет Мэна; по итогам сезона 2013/14 он был включён в первую команду Востока.
16 марта 2015 года подписал контракт новичка на два года с клубом «Ванкувер Кэнакс». Он продолжил свою карьеру, играя за фарм-клуб «Кэнакс» «Ютика Кометс». Дебютировал в НХЛ 7 октября 2015 года в матче против «Калгари Флеймз», который закончился победой «Ванкувера» со счётом 5:1; в этом же матче он заработал свои первые очки в НХЛ.
24 ноября 2016 года переподписал контракт с клубом сроком на два года. Став свободным агентом, 17 сентября 2019 года подписал контракт на один год с клубом «Лос-Анджелес Кингз».
15 января 2021 года подписал однолетний контракт с «Анахаймом», но 12 апреля он был обменян в «Торонто Мейпл Лифс». После 4 проведенных игр за «Мейпл Лифс» ему не был предложен новый контракт и он стал свободным агентом.
28 октября 2021 года подписал однолетний контракт с клубом «Вегас Голден Найтс». 5 марта 2022 года продлил контракт с клубом на два года. По итогам сезона «Голден Найтс» выиграл первый в истории Кубок Стэнли, но его имя не было внесено на Кубок, потому что он не играл в Финале

### Международная
В составе сборной Канады играл на ЧМ-2016, где и стал чемпионом мира.

## Статистика
| Легенда | Легенда                    | Легенда | Легенда                   | Легенда | Легенда    |
| ------- | -------------------------- | ------- | ------------------------- | ------- | ---------- |
| И       | Количество проведённых игр | Штр     | Штрафное время            | +/−     | Плюс-минус |
| Г       | Голы                       | П       | Голевые передачи          | О       | Очки       |
| -       | Статистика неизвестна      | —       | Статистика не учитывалась |         |            |